# Bringing Back the Balls to Stockholm 06: The Opening Night
Bringing Back the Balls to Stockholm 06: The Opening Night – album DVD fińskiego zespołu hardrockowego Lordi wydany w 2007 roku. Na płycie znalazł się zapis koncertu Lordi w Sztokholmie, który rozpoczynał trasę koncertową Bringing Back the Balls to Europe.

## Lista utworów
1. "Bringing Back the Balls to Rock"
2. "Get Heavy"
3. "Who's Your Daddy?"
4. "Not the Nicest Guy"
5. "Pet the Destroyer"
6. "Rock the Hell Outta You"
7. "Blood Red Sandman"
8. "The Kids Who Wanna Play With the Dead"
9. "It Snows in Hell"
10. "Dynamite Tonite"
11. "Devil Is a Loser"
12. "They Only Come Out at Night"
13. "Would You Love a Monsterman?"
14. "Hard Rock Hallelujah"

## Skład
- Mr. Lordi – śpiew
- Amen – gitara elektryczna
- OX – gitara basowa
- Kita – instrumenty perkusyjne
- Awa – instrumenty klawiszowe